# It's over now
It's over now is een liefdeslied van The Cats dat in 1971 werd uitgebracht op de B-kant van Don't waste your time. Verder verscheen het in eerste instantie niet op een elpee. Wel werd het later op vier verzamelalbums ondergebracht en als extra nummer toegevoegd op de heruitgave van Cats aglow op cd.
Het is het derde nummer van Theo Klouwer dat op een plaat verscheen. Ervoor verschenen al Today (1969) en Irish (1970) en een hele tijd later nog het nummer Silent breeze (1983) dat door vrijwel de hele band werd geschreven. Alle vier kwamen op een single terecht (in alle gevallen op de B-kant).
Evenals de vorige twee, is ook dit nummer van Klouwer een ballad, waarin een belangrijke rol is weggelegd voor het gitaarspel in combinatie met de samenzang van The Cats. De kenmerkende orkestratie uit de palingsound is in dit nummer niet aanwezig. Het lied gaat over een man die verlaten is door zijn geliefde die alweer een volgende relatie heeft aangeknoopt.